# جون ليتل (رياضياتي)
جون ليتل (بالإنجليزية: John Little) هو رياضياتي أمريكي، ولد في 1 فبراير 1928 في بوسطن في الولايات المتحدة.